# Balaam Barugahara
 (août 2025).
Première vie et éducation
Balaam Barugahara Ateenyi, communément appelé Balaam, (né le 28 juillet 1979) est un homme politique ougandais. homme d'affaires, promoteur de musique et d'événements,,. Il est le ministre d'État chargé du genre, travail et développement social, chargé des affaires de l'enfance et de la jeunesse, nommé par le président Yoweri Museveni,.
Balaam est également le PDG du groupe de sociétés Balaam, un conglomérat opérant en Ouganda et au Soudan du Sud,, et ses investissements sont principalement dans les domaines du divertissement, de la radiodiffusion, de l'immobilier, de la fabrication, des hôtels et des centres de stations balnéaires,,.

## Première vie et éducation
Balaam Barugahara Ateenyi est né le 28 juillet 1979 de feu l'ingénieur David Balaam Byenkya Akiiki de Kijura, district de Masindi et Gladesi Byenkya Abwooli de Kalisizo dans le centre du Buganda. Son père, Davidson Balaam Byenkya Akiiki, est décédé en 1991 alors qu'il était encore un jeune garçon.

### Éducation
Il a fréquenté l'école Namasagali, l'école secondaire St. John Bosco Senior et l'école secondaire Original Progressive Senior pour le niveau A. Il s'est ensuite inscrit à l'Université Makerere pour un baccalauréat en commerce où il s'est spécialisé en marketing, après quoi il a obtenu une maîtrise en administration des affaires (option marketing) à l'Université Cavendish.

## Carrière dans les affaires

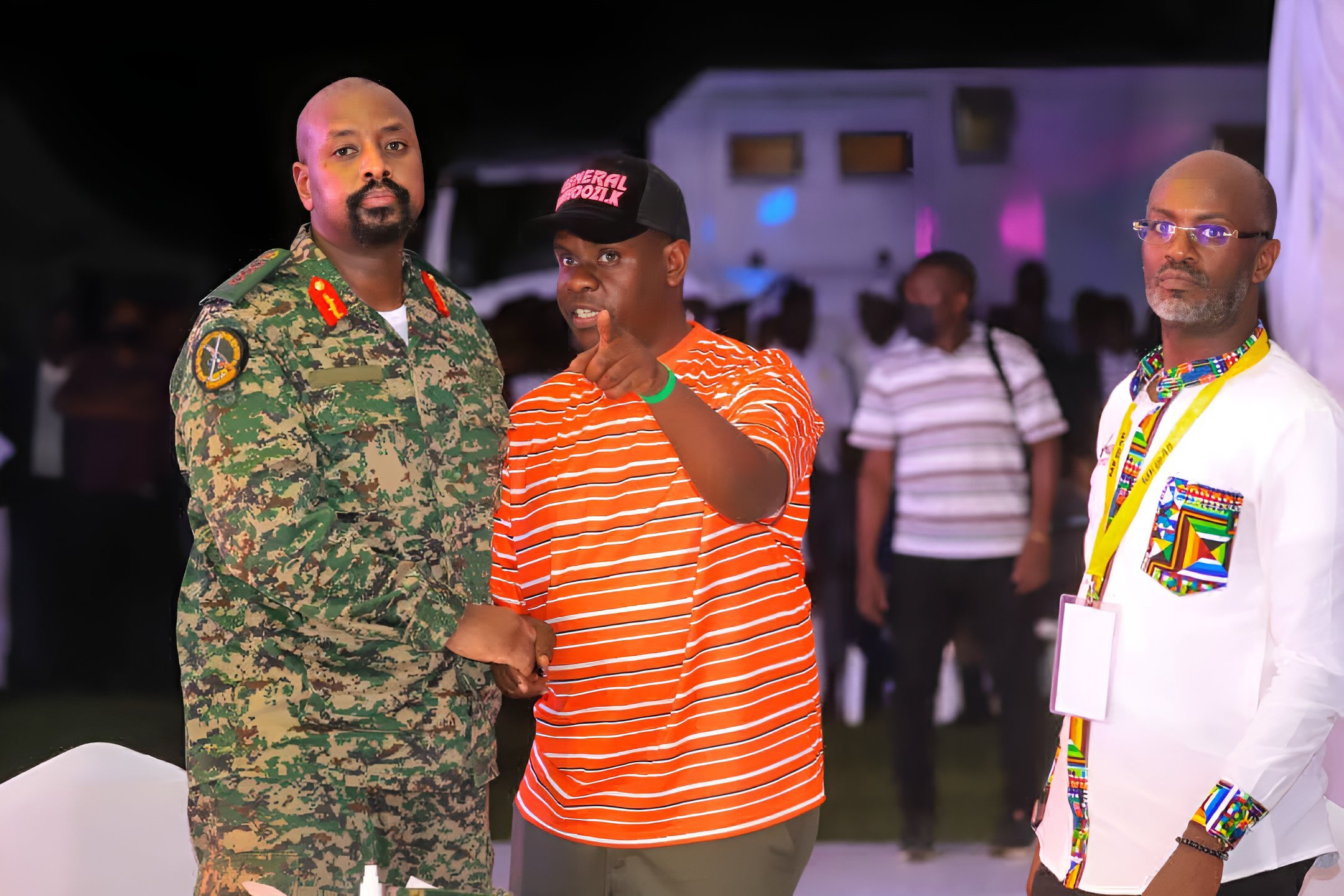
Balaam avec son président du PLU et le général CDF Muhoozi Kainerugaba

Balaam est le propriétaire et le détenteur de : Meilleure eau originale Entreprise basée au Soudan du Sud, Radio One au Soudan du Sud, la première maison de presse privée qu'il a fondée en 2009. Il est également le propriétaire et le détenteur du groupe de médias de Radio 4 (Ouganda), Radio1 SS, Radio 7 (Masindi), Radio 8 (Masaka) et Radio 3 et Radio 9 (région d'Elgon) et un distributeur leader des produits MTN en Ouganda.
Balaam est un promoteur immobilier possédant des hôtels à Kampala et au Soudan du Sud, dont un hôtel 5 étoiles à Masindi, qui a été commandé par le président Yoweri Museveni en septembre 2022 .

## Carrière politique

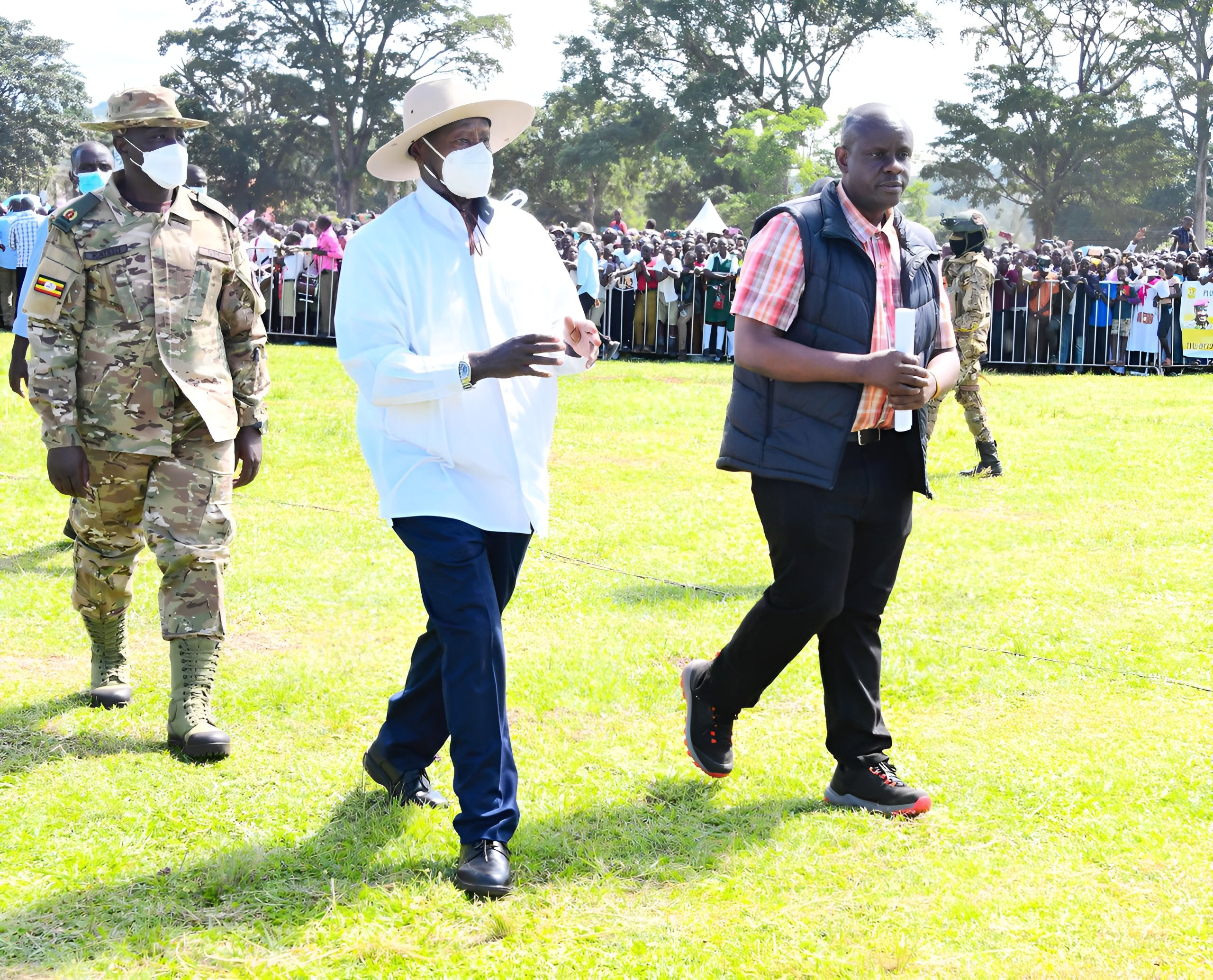
Le président Museveni Yoweri Kaguta visite la ville natale de Balaam pour un rassemblement à Masindi

Le 21 mars 2024, il a été nommé par Yoweri Museveni comme ministre d'État chargé du genre, de travail et de développement social, chargé des affaires de l'enfance et de la jeunesse.

## Vie personnelle
Il est le cinquième enfant d'une famille de 14 ans . Balaam est père de trois enfants : Benta Karuhanga Abwooli, Bevan Brennan Kamukama Akiiki et Biden Kamusiime Amooti. Son premier fils est décédé d'un cancer en 2013 .

## Prix et distinctions
- Le 21 février 2023, Balaam a reçu un doctorat honorifique en humanité du Zoe Life Theological College, aux États-Unis, pour avoir changé et eu un impact sur la vie des Ougandais[25].